# Miguel Veloso
Miguel Luís Pinto Veloso (eller bare Miguel Veloso) (født 11. maj 1986 i Coimbra, Portugal) er en portugisisk fodboldspiller, der spiller som midtbanespiller hos italienske Genoa. Han har tidligere spillet for blandt andet Sporting Lissabon og Dynamo Kiev.
Veloso blev portugisisk pokalvinder med Sporting i både 2007 og 2008.

## Landshold
Veloso står (pr. april 2018) noteret for 42 kampe og to scoringer for Portugals landshold, som han debuterede for den 13. oktober 2007 i et opgør mod Aserbajdsjan. Han har siden da repræsenteret sit land ved EM i 2008 og VM i 2010.

## Titler
Portugisisk Pokalturnering
- 2007 og 2008 med Sporting Lissabon